# Jakovlev Jak-1
Jakovlev Jak-1 byl sovětský stíhací letoun, který byl výsledkem soutěže vypsané v roce 1938. Vyvinul ho konstruktérský kolektiv A. S. Jakovleva, jehož OKB (Konstrukční skupina) na projektu začala pracovat od května 1939.
Jak-1 byl obratný a rychlý stíhací letoun. Kompozitová dřevěná konstrukce umožňovala snadnou údržbu a motor se ukázal spolehlivý, čímž vznikl základ pro další vývoj z Jakovlevovy kanceláře. Stal se zakladatelem pro serii letadel, kterých vzniklo zhruba 43 000 ks. Za odměnu byl konstruktér Alexandr Jakovlev vyznamenán Leninovým řádem - nejvyšší civilní vyznamenání udělené Sovětským svazem), cenou 100 000 rublů a motorovým vozem ZIS.

## Vývoj

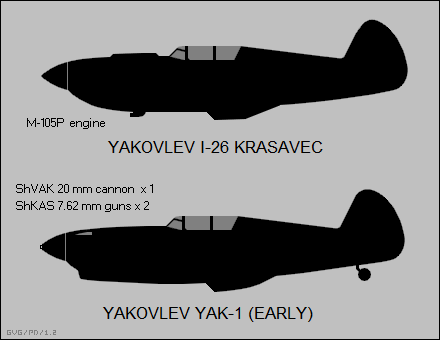
I-26 a Jak-1

Prototyp nesoucí označení I-26.1 poprvé vzlétl 1. ledna 1940 na moskevském Ústředním letišti se zkušebním pilotem J. I. Piontkovskim. Letoun byl opatřen motorem M-105P, který roztáčel stavitelnou vrtuli VIŠ-52P o průměru 3 m s kuželovým krytem. Trup letadla byl svařen z ocelových trubek, na kterou navazovaly dřevěné hřbetní a spodní části. Během zkoušek byl pětkrát měněn motor, nevhodná vrtule, která měla tendence přetáčet pohonnou jednotku, byla nahrazena typem VIŠ-61. Dne 27. dubna 1940 prototyp při 43. letu havaroval a Piontkovskij zahynul.
Druhý prototyp I-26.2 byl postaven mezi 9. lednem a 14. dubnem 1940 (jeho zálet se však někdy uvádí již 23. března). Konstrukce křídla byla zesílena včetně potahu, inovací prošel olejový chladič a vstupní otvor vzduchu pro karburátor. Svislá ocasní plocha byla zvětšena a její konec zaoblen. Hlavňovou výzbroj tvořil letecký kanón ŠVAK v ose vrtule VIŠ-61P a dvojice kulometů ŠKAS nad motorem. Po ztrátě prvního prototypu musel I-26.2 podstoupit veškeré dokončovací zkoušky letových parametrů, po kterých se 26. května 1940 přesunul ke státním zkouškám. Po zkouškách byl stroj vrácen do závodu č. 301 s tím, že je možné jej využít jako vzorový pro sériovou výrobu.
Třetí prototyp I-26.3 byl po úpravách předepsaných po testech I-26.2 podroben podnikovým zkouškám od 18. září do 12. října 1940. Křídlo letadla již bylo celokovové, byl předělán systém zatahování podvozku a jeho tlumiče. Zkoušky před státní komisí proběhly mezi 13. říjnem a 12. listopadem, především s piloty P. M. Stěfanovským a A. S. Nikolajevem. Po řadě testů byl I-26.3 14. února 1941 odeslán ke 12.IAP (Istrebitělnyj Aviacionnyj Polk) se sídlem na moskevském Ústředním letišti k provoznímu vyhodnocení.
Po schválení programu I-26 a zadání výroby tří prototypů zadala vláda závodu č. 301 stavbu 11 předsériových kusů. Jejich výroba byla zahájena v době, kdy první prototyp neuskutečnil ani jeden uspokojivý zkušební let. První z nich byl dokončen 22. března 1940 a dodání dalších bylo rozvrženo do června téhož roku. Letouny nesly stále označení I-26, které bylo po změně označování v prosinci 1940 změněno na Jak-1. V březnu a dubnu zůstávaly čtyři vyrobené kusy v závodě jako vzory pro sériovou výrobu, která se měla rozběhnout do čtyř měsíců. V říjnu bylo 10 exemplářů předáno 11.IAP v Chodynce, kde se podrobily operačním zkouškám, kterých se účastnil i detašovaný tým z OKB pod vedením K. V. Sinělščikova. Tyto letouny zde provedly 1222 letů včetně nočních a simulovaných soubojů se stíhacími letouny I-15 a I-16. Rovněž u těchto strojů přetrvávaly komplikace s přehříváním pohonných jednotek a problémy s vrtulemi, proto byly některé z nich vybaveny vrtulí typu VIŠ-21P.
Spolu s prototypy I-26 vyvíjela Jakovlevova OKB také dvoumístnou variantu UTI-26.1 pro pokračovací výcvik stíhacích pilotů. Odvozen byl od I-26.1 a práce na jeho prototypu byly zahájeny 25. ledna 1940. Prototyp dokončený 17. června rovněž poháněl motor M-105P, výzbroj však byla redukována na dva kulomety ŠKAS. Kryt kabiny byl prodloužen a vybaven druhou, vzad odsuvnou částí, křídlo bylo posunuto o 10 cm směrem dozadu. Podnikové zkoušky probíhaly mezi 23. červencem a 25. srpnem 1940, během nichž letoun pilotoval P. J. Fjodrovi. Během 20 letů byly testovány dva typy vrtule o průměru 2,8 a 3 m, nakonec byla vybrána VIŠ-61P. Státní zkoušky se konaly nejprve mezi 28. a 30. srpnem, následně pokračovaly ve dnech 11. až 19. září s pilotem P. M. Stěfanovskim. Následně byl UTI-26.1 přemístěn do Kubinky, kde probíhaly další testy ukončené 25. září. Na druhý den byl navrácen zpět do OKB Jakovleva, kde bylo na stroji během 119 letů do 10. prosince provedeno několik úprav, včetně olejového a glykolového chladiče, vrtule a podvozku.
Druhý dvoumístný UTI-26.2 prodělal své podnikové zkoušky mezi 16. zářím a 12. prosincem 1940. Již během výroby byly uplatněny změny na odstranění nedostatků zjištěných během zkoušek UTI-26.1. Podvozek letadla byl úplně překonstruován včetně kol s většími pneumatikami, zvětšena byla i plocha křídla a výškových kormidel. Státní zkoušky proběhly mezi 1. lednem a 14. únorem 1941, při nichž druhý prototyp pilotoval A. G. Kubišin. Následně bylo potvrzeno rozhodnutí o jeho výrobě a po dalších zkouškách letových vlastností ve Vědecko-výzkumném institutu sovětského letectva pro letové zkoušky (NII VVS) byl předán 12.IAP pro výcvik pilotů a pozemního personálu.
Druhý prototyp UTI-26.2 byl počátkem roku 1942 vybaven dvojicí náporových motorů DM-4S Merkulovovy konstrukce, zavěšených pod vnější části křídla. Takto upravený letoun nesl označení UTI-26.2/2DM-4S či UTI-26PVRD. Celý program byl velmi rychle ukončen z důvodu posunutí těžiště letounu vpřed, navíc celá instalace trpěla přílišnými vibracemi.

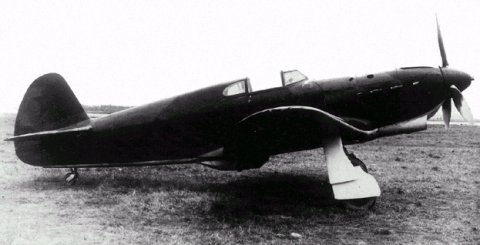
Jakovlev Jak-1 první výrobní série

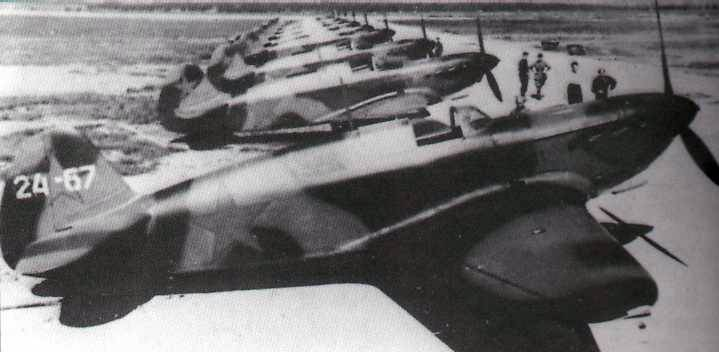
Stroje Jak-1, 1941

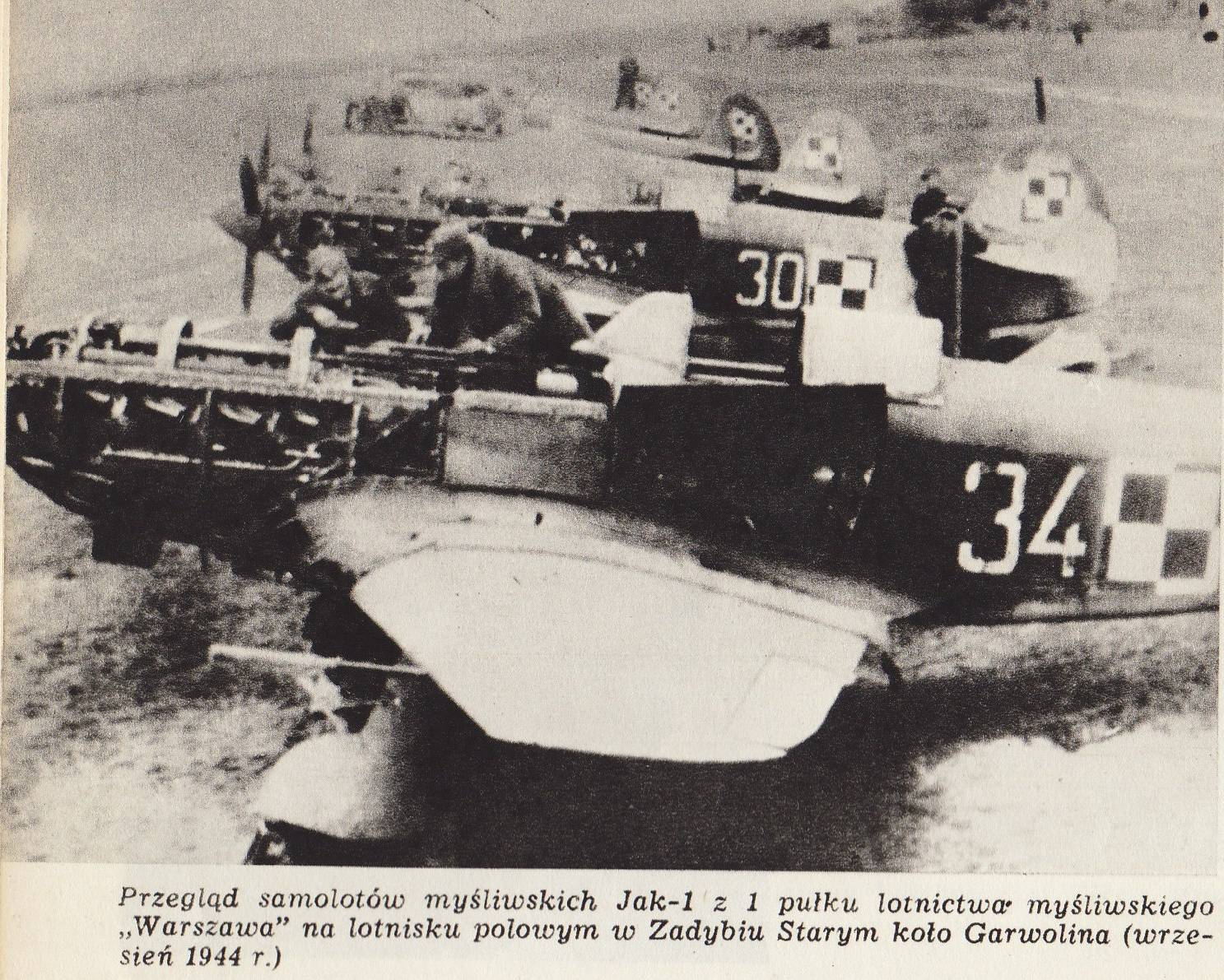
Polské letouny Jak-1, 1 Pułk Lotnictwa Myśliwskiego „Warszawa“, 1944

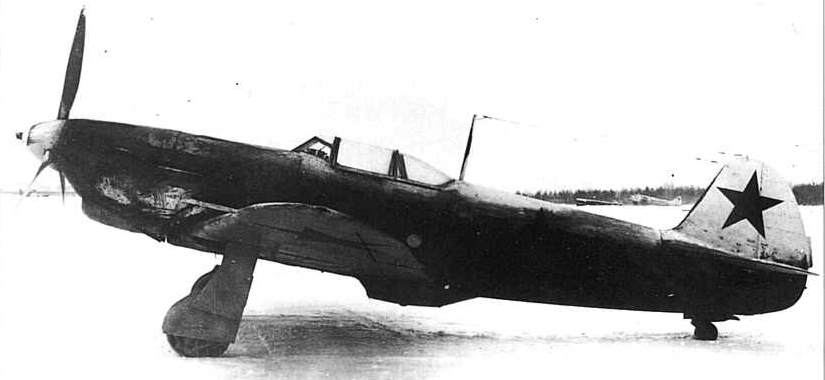
Jakovlev Jak-1b

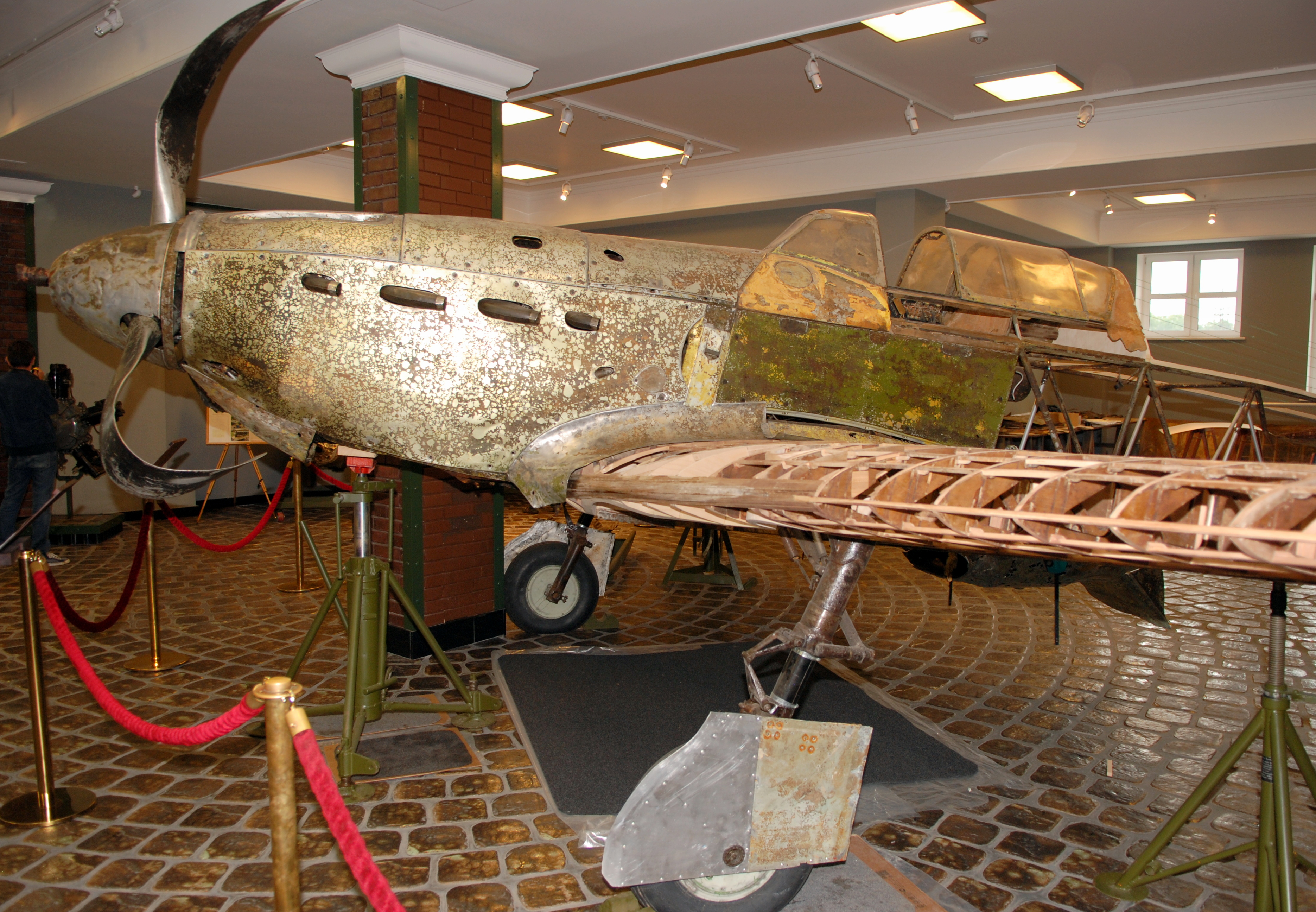
Jak-1 v Technickém muzeu Vadima Zadorožného v srpnu 2013

Dalším prototypem, založeným na stejné technologické koncepci jako I-26, byl I-28, dobovými dokumenty také označován jako I-28V, Jak-5 model 1941, nebo I-26V. Primárním úkolem tohoto speciálního modelu výškové stíhačky mělo být zachycování průzkumných letadel a formací výškových bombardérů. Za pohon byl vybrán motor M-105PD s vrtulí VIŠ-61S a dvoustupňovým odstředivým kompresorem Dolležal E-100, poháněným prostřednictvím hydraulické spojky. Letoun stavěný od 10. července do 29. října 1940 byl vybaven křídlem z I-26, podvozek a celokovové ocasní plochy pocházely z cvičné varianty UTI-26. Výzbroj byla složena z kanónu ŠVAK a dvou synchronizovaných kulometů ŠKAS nad motorem. První let uskutečnil pilot Fjodrovi 1. prosince 1940, který však po 20 minutách skončil nouzovým přistáním se zastaveným motorem. Nový, upravený motor M-105PD, byl do prototypu zabudován na přelomu února a března 1941. Poté byl stroj kvůli vykonání zdokonalovacích zkoušek motoru odeslán do Zkušebního leteckého ústavu lidového komisariátu leteckého průmyslu (LII NKAP). Tyto testy bezúspěšně pokračovaly do roku 1942, kdy se ukázalo, že dokončení motoru by bylo extrémně obtížné.
V květnu 1940 sovětská vláda rozhodla o sériové výrobě letounů Jak-1 ve čtyřech leteckých závodech: č. 47 v Leningradě, č. 301 v Moskvě, č. 292 v Saratově a č. 126 v Komsomolsku na Amuru. Závod č. 126 se však nakonec na produkci nepodílel, neboť zde již probíhala výroba bombardérů Iljušin DB-3F. Od 36. výrobní série na konci roku 1941 se do Jaků-1 začal instalovat motor M-105PA s lepšími parametry ve vyšších letových hladinách. Typ byl během sériové výroby neustále vylepšován, čímž bylo dosahováno stále vyšších výkonů – výkony na počátku sériové výroby byly díky mizerné kvalitě katastrofální, většinu strojů vyrobených v roce 1941 bylo nutné opakovaně opravovat a upravovat – problémy byly s chlazením motoru, podvozkem, odtrháváním potahu, pevností konstrukce, špatnou kvalitou svařování atd. Většina strojů Jak-1 vyrobených v roce 1942 nesla namísto dvou kulometů ŠKAS jeden těžký kulomet UBS ráže 12,7 mm. Od 43. série z října 1941 do 65. série z května 1942 (1148 strojů) bylo aplikováno vyztužení spodní strany křídla překližkovou deskou pro možnost zavěšení pum, nebo neřízených střel RS-82. Od 80. série byl Jak-1 standardně vybaven dvěma pumovými závěsníky BI-42 pro trhavé pumy FAB o hmotnosti 25 až 100 kg. Výjimku tvořily série 127 až 147, které byly součástí programu pro odlehčení draku letounu. Letouny Jak-1 byly díky odlehčené konstrukci obratné, ale velmi zranitelné a kvůli omezenému pancéřování a nechráněným nádržím měly vysoké ztráty. Jaky 1 byly naprosto nevhodné pro útoky na chráněné pozemní cíle, ke kterým byly často okolnostmi a vedením nuceny.
Na přelomu let 1941–1942 byla zahájena sériová výroba zimní verze s lyžemi o hmotnosti 129 kg namísto kol, systémem na ředění oleje benzinem, nemrznoucí směsí namísto glykolu a ochranou potrubí stroje, chladičů a celé pohonné jednotky pro chvíle, kdy byl motor mimo provoz. Stroje této verze byly opatřeny smývatelnou bílou kamufláží MK-7. Předběžné zkoušky zatahovacího lyžového podvozku se prováděly s prototypem I-26.3, následně pak se strojem Jak-1 sér. č. 38–55 v listopadu 1941 v Saratově.
Mezi 21. a 24. březnem 1942 bylo upravováno deset strojů Jak-1 s motorem M-105PA na odlehčenou verzi. Změny se týkaly např. odstranění kulometů ŠKAS, jedné kyslíkové láhve, systému ochrany palivových nádrží a závěsníků pro neřízené střely; celkem 25 úprav. Všech 10 odlehčených strojů bylo odesláno k 12.GvIAP, který měl za úkol obranu Moskvy, k vyzkoušení ve frontových podmínkách. V září podobnou úpravu podstoupilo dalších 20 Jaků-1 z 96. série, tentokrát s instalovanými pohonnými jednotkami M-105PF. Určeny byly pro Stalingradský front. Závěry testů vedly ke konstrukci dalších 20 odlehčených letounů Jak-1/M-105PF, které již byly vybaveny kovovými ocasními plochami. Demontován byl stožár antény, stejně jako generátor a vybavení pro noční lety. Celková úspora hmotnosti pak činila 137 kg. Po státních zkouškách v LII NKAP konaných od 12. do 17. října 1942 se strojem sér. č. 45–96, byla dvacítka letounů odeslána jednotkám 512. a 520.IAP 16. letecké armády. Již během přeletu dvou odlehčených strojů k cílovému útvaru se jejich pilotům podařilo sestřelit dva Messerschmitty Bf 109G-2. Přestože k sériové výrobě nedošlo, byly poznatky z jejich operačního nasazení využity při konstrukci budoucích stíhacích letounů Jak-3.
Samotný motor Klimov M-105PF se začal instalovat do Jaku-1 od 10. stroje (sér. č. 10–79) 79. výrobní série. Nový motor se od původního PA lišil zesílenými písty, upraveným vstřikováním a chladicím systémem i vyšším plnicím tlakem na výstupu z kompresoru. Hlavní úpravy provedl inženýr B. K. Nikitin, jehož změny vedly ke zvýšení výkonu o 90 k, ale za cenu nízké životnosti motoru a dále zhoršenému už tak špatnému chlazení motoru – přehřívání motoru při letních teplotách vedlo jen k omezenému využití zvýšeného výkonu. Státním výborem obrany bylo závodu č. 292 nařízeno 29. května 1942 vyrábět od 4. června pouze stíhací letouny Jak-1 vybavené pohonnou jednotkou M-105PF s rozměrnějším olejovým chladičem. Od 111. série z prosince 1942 byly v sériové výrobě typu uplatněny četné změny za účelem zlepšení aerodynamiky, které se týkaly například zakrytování výfukových rour motoru s ejekčním účinkem, byl použit integrovaný kužel vrtule a spoje konstrukce byly lépe utěsněny. Tyto a další aerodynamické úpravy byly provedeny na doporučení NII VVS a Ústředního aerohydrodynamického institutu (CAGI).
Ze všech 8670 vyrobených Jaků-1 poháněných motory M-105PA a PF bylo 4188 těchto strojů označeno jako Jak-1b. U těchto letounů došlo ke snížení trupu za kabinou, na kterou byl aplikován inovovaný překryt umožňující výhled do všech stran. Tyto změny byly odzkoušeny na stroji sér. č. 10–47 a poté na letounu sér. č. 35–60. Prosklení nové kabiny se zpětným zrcátkem bylo navíc ploché, pilotova levá ruka byla chráněna pancéřováním a dva kulomety ŠKAS byly nahrazeny jedním UBS. Knipl okopírovaný z německého stíhacího letounu Bf 109 umožňoval pilotovi ovládání stroje i střelbu pravou rukou, zatímco levou ovládal plyn, což předtím nebylo možné. Glykolový a olejový chladič byly rovněž překonstruovány. Letadlo se všemi těmito úpravami (35–60) bylo dokončeno 1. července 1943 a ve dnech 4. až 14. července je jako vzorový v NII VVS otestoval pilot A. G. Prošakov. Veškeré úpravy se však nepodařilo zavést do sériové výroby najednou.
V letech 1943 a 1944 bylo jednotkám protivzdušné obrany (PVO) dodáno 385 letounů Jak-1b pod označením Jak-1/MPVO. Byly navíc vybaveny přístroji pro let za snížené viditelnosti, včetně přistávacího světlometu FS-155, variometru VR-2, radiokompasu RPK-10 a umělého horizontu AG-5.
15. února 1943 dokončila Jakovlevova OKB prototyp stroje Jak-1M s motorem M-106-1sk. Šlo o první prototyp budoucí stíhačky Jak-3. Během prvních zkoušek se však instalovaná pohonná jednotka projevila jako naprosto nevyhovující, proto byla v březnu nahrazena osvědčeným motorem M-105PF s vrtulí VIŠ-61P. Podnikové zkoušky Jaku-1M prováděl pilot Fjodrovi od 28. února do 7. března 1943. Po nich následovala první fáze státních zkoušek s A. G. Prošakovem od 7. června do 4. července, poté druhá fáze 21. a 22. července 1943. Rozpětí křídla bylo zmenšeno na 9,2 m jehož plocha pak činila 14,85 m². Další inovační změnou prošel olejový chladič pod přídí, který byl nahrazen dvěma kulatými u kořenů křídla. Tato úprava umožnila značné vylepšení aerodynamiky celého motorového úseku. Celá řada dalších změn se týkala např. zeštíhlení glykolového chladiče, prodloužení podvozkových noh a pancéřování kokpitu. V rámci zkoušek motoru M-107A pro Jak-3 byl první prototyp Jak-1M vybaven také touto pohonnou jednotkou, což si vyžádalo další úpravy vstupů vzduchu pro motor, chladič oleje a překonstruování výfukového potrubí. Po celé období zkoušek byl letoun vyzbrojen kanónem ŠVAK v ose vrtule a synchronizovaným kulometem UBS pod horní částí krytu motoru.
Výrobou druhého prototypu Jak-1M v průběhu zkoušek prvního se Jakovlevův tým snažil odstranit většinu nedostatků, mezi něž patřilo i přehřívání a únik oleje při stoupání a vodorovném letu při plném výkonu motoru, nebo malý dosah radiostanice. Druhý Jak-1M dokončený 9. září 1943 měl aerodynamičtější tvar, motor M-105PF-2 s vrtulí VIŠ-105SV-01 se zaoblenějším kuželem a plátěný potah trupu byl nahrazen překližkou o síle 2 mm. Hlavňovou výzbroj tvořil kanón B-20M a dva kulomety UBS. Posudky z továrních zkoušek (20.–30. září, pilot Fjodrovi) a státních zkoušek (6.–10. října, pilot Prošakov), které doporučovaly sériovou výrobu, byly 26. října schváleny GKO, který sérii přidělil označení Jak-3.
Celkem bylo vyrobeno 8721 ks tohoto stroje,[zdroj⁠?!] kterým byla vyzbrojena převážná část jednotek sovětského stíhacího letectva.

## Uživatelé

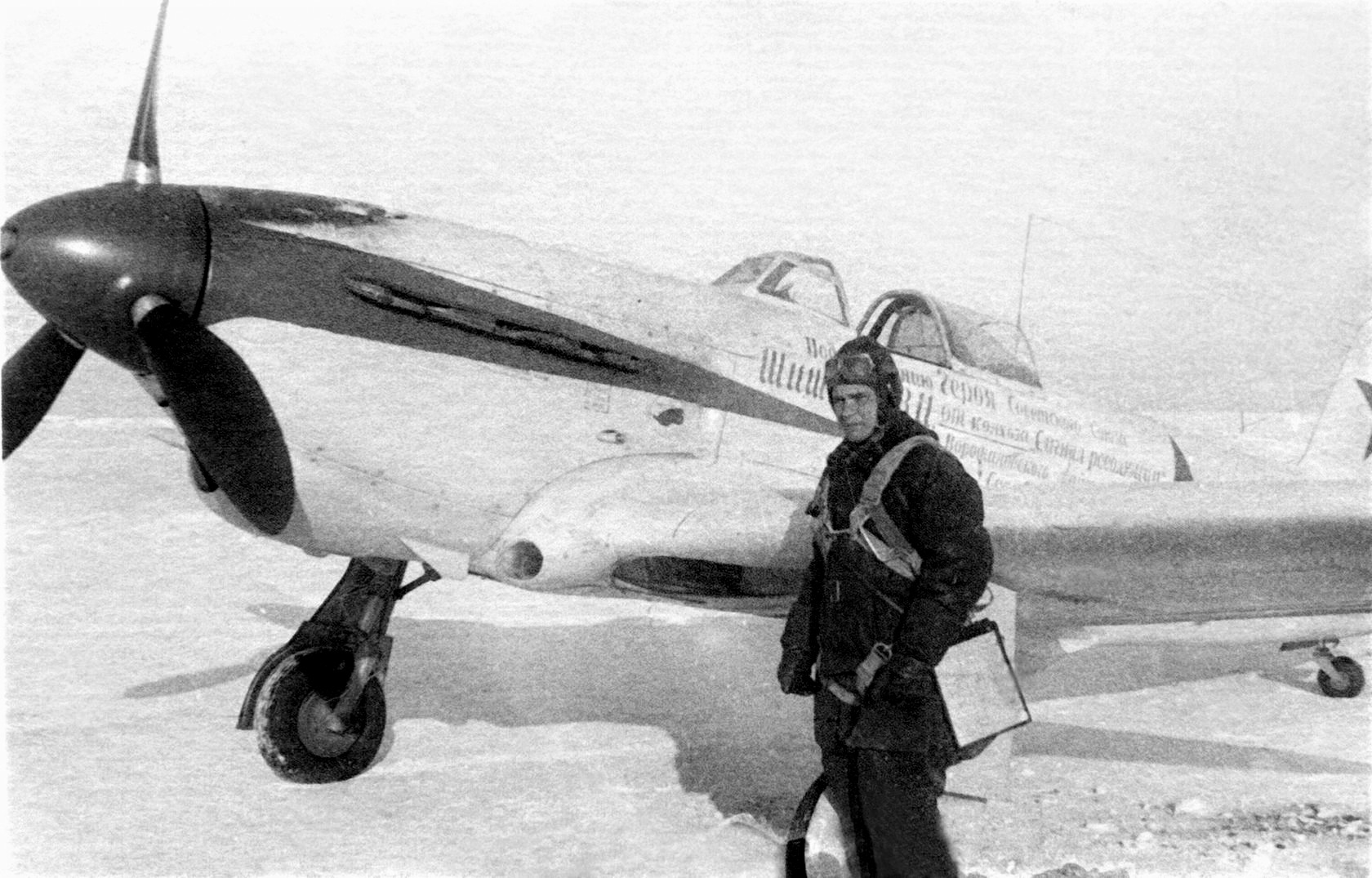
Jak-1

- Francie

Forces françaises libres: Normandie-Němen
- Jugoslávie

Partyzánské letectvo
- Polsko

Lotnictwo Wojska Polskiego (Polské letectvo pod sovětskou kontrolou)
- Sovětský svaz

Sovětské letectvo

## Specifikace
Údaje platí pro Jak-1b standardního provedení z roku 1943

### Technické údaje
- Posádka: 1
- Rozpětí: 10,00 m
- Délka: 8,48 m
- Nosná plocha: 17,15 m²
- Hmotnost letounu: 2 316 kg
- Vzletová hmotnost: 2 844 kg
- Pohonná jednotka: 1 × dvanáctiválcový vidlicový motor Klimov M-105P o výkonu 809 kW, později motor Klimov VK-105PF o výkonu 927 kW.

### Výkony
- Maximální rychlost: 592 km/h ve výšce 4100 m
- Výstup na 5000 m: 5,3 min.
- Dostup: 10 050 m
- Dolet: 700 km

### Výzbroj
- 1 × 20mm kanón ŠVAK střílející osou vrtule (120 nábojů)
- 2 × synchronizovaný kulomet ŠKAS ráže 7,62 mm nad motorem,
- až 2 × 100 kg letecká puma nebo 6 × raketa RS-82 ráže 82 mm na závěsnících pod křídlem